# Электропрохладительный кислотный тест
«Электропрохлади́тельный кисло́тный тест» (англ. The Electric Kool-Aid Acid Test, 1968, рус. перевод 1996) — книга американского писателя Тома Вулфа, описывающая период жизни Кена Кизи (автора «Пролетая над гнездом кукушки») с 1958 по 1966 год и сформировавшуюся вокруг него неформальную субкультурную коммуну — Весёлых проказников (англ. Merry Pranksters), оказавшую существенное влияние на популяризацию ЛСД, спровоцировавшую психоделическую (также называемую кислотной) революцию и ставшую связующим звеном между битниками и хиппи.
Книга вошла в список 100 лучших работ по журналистике в США в XX веке по версии Arthur L. Carter Journalism Institute при Нью-Йоркском университете.

## Этимология названия
Неологизм «электропрохладительный» относится к периоду упадка коммуны и напрямую связан с Уоттсовским тестом, вечеринкой, которую Весёлые проказники провели в пригороде Лос-Анджелеса. В оригинале английский термин «The Electric Kool-Aid Drink» («электропрохладительный напиток») был предложен членом коммуны, Хью Ромни (англ. Wavy Gravy), во время вышеупомянутого события. Практика бесплатного угощения прохладительными напитками на вечеринках была распространённым явлением для описываемого в книге времени, но качественно напиток Проказников отличался наличием в нём изрядной доли ЛСД. Соответственно, добавленное к слову «Электропрохладительный» выражение «кислотный тест» характеризует основную деятельность коммуны Весёлых проказников — проведение вечеринок с угощением ЛСД всех желающих.

## История создания

Джерри Гарсия, и Том Вулф во время работы над книгой.

Как отмечает сам Вулф, в некоторых из описываемых в книге событий он принимал непосредственное участие, а об остальных узнал от свидетелей или участников происходившего. В работе над книгой помогали Кен Кизи, Каролин Адамс, «Черная Мария», Кеннет Баббс, Стюарт Бранд, Пейдж Браунинг, Майк Хейджен, Хью Ромни, Джордж Уокер, Нил Кэссади, Сэнди Леманн-Хаупт, Эд Маккланахэн, Роберт Стоун — то есть непосредственно члены коммуны Весёлых проказников, которых Вулф интервьюировал в ходе работы над «Электропрохладительным кислотным тестом».
Также в ходе написания книги были использованы:
- Письма Кизи к Ларри Макмертри. Они относятся к периоду, когда главный Проказник был в бегах в Мексике.
- Архивы коммуны — магнитофонные записи с кинохроникой автобусного путешествия, дневники, письма, фотографии.
- Магнитные записи, которые Хантер Томпсон сделал в период работы над своей книгой «Ангелы Ада»
- Отчет о Уоттсовском Тесте, написанный репортером Free Press (англ. Los Angeles Free Press) Клер Браш, участвовавшей в хеппенинге — специально для Вулфа.
- Впечатления о Проказниках драматурга Нормана Хартвега (Norman Hartweg), описанные в серии магнитофонных записей.
- Множество писем, которые автор книги получал в ходе переписки с людьми[4], тем или иным образом причастными к жизни коммуны.

По собственному же признанию, Том Вулф никогда не употреблял ЛСД, только однажды курил марихуану.

## Содержание
Книга состоит из двадцати семи глав, эпилога и финального «послесловия», где Т. Вулф перечисляет всех, кто помогал ему в создании «Электропрохладительного кислотного теста», и говорит слова благодарности. В самом тексте книги содержательно можно выделить три части, соответствующие различным периодам существования коммуны Весёлых проказников, хотя сам автор такового деления не предусматривает.
Стоящие особняком от остальных глав, главы I, II и III рассказывают о знакомстве Вулфа с Проказниками и Кеном Кизи — данные главы написаны в стилистике, выработанной в «Конфетнораскрашенной апельсиннолепестковой обтекаемой малютке», и повествуют о пребывании автора с членами коммуны во время судебного процесса над Кизи и о подготовке к прощальной вечеринке Проказников — «Выпускному балу». Описывая свои взаимоотношения с главными действующими лицами книги, Вулф планомерно переносит местами несвязное повествование к хронологическому развитию событий — и «возвращается» назад, в 1958 год, когда всё только начиналось.
Главы с IV по VI описывают период становления коммуны и охватывают период с 1958 по 1964 год. В данных главах рассказывается о переезде Кена Кизи в фешенебельный район вблизи Стэнфордского университета, Перри-лейн, в связи с поступлением на курсы писательского мастерства. В данной части книги описываются первые опыты с психотропными веществами, которые вследствие своей новизны и неизученности становятся «лакомым кусочком» для жителей студенческого городка. Растущая популярность некоторых из них, в частности ЛСД, вкупе с харизматичностью Кизи, создает вокруг последнего сплоченную компанию единомышленников, приобщившихся к «опыту нового восприятия» — восприятию мира при помощи расширяющего сознание наркотика. Логически данная часть книги заканчивается с вынужденным переездом Кизи с Перри-лейн в Ла-Хонду, штат Калифорния, где он покупает дом. Туда же впоследствии переезжает и вся компания, образовавшаяся вокруг молодого писателя.
Расцвет коммуны, которая получает название «Весёлые проказники», золотой её период, описан с VI по XX главу и охватывает период с 1964 по 1966 год. Данный раздел уместно выделить в связи с примечательным для Проказников событием — автобусным путешествием «Далше», которое отсеивает людей, по тем или иным причинам не принявшим пропагандируемые Кизи идеи, и оставляет только преданных своему учителю и духовному лидеру друзей. Лето 1964 года, когда Проказники приехали обратно в Ла-Хонду, окончательно сформировало коммуну. Помимо автобусного путешествия, главы в данном разделе книги повествуют о других, менее значимых, но тем не менее примечательных событиях в жизни коммуны — первые предъявленные её членам обвинения со стороны полиции, знакомство с «Ангелами ада», выступление Кизи на конференции Унитарианской церкви, присоединение к коммуне «ЛСДшного гуру» Аузли (англ. Owsley Stanley), участие Проказников в митинге против войны во Вьетнаме, проведение Кислотных Тестов и Фестиваля Полетов. Глава XX закрывает данную часть книги, описывая вынужденный побег опального на тот момент Кизи в Мексику. С его отъездом золотой период для коммуны завершается.
Распад коммуны описан с XX по XXVII главы и охватывает период с февраля по октябрь 1966 года. Главы данной части включают в себя описание Уоттсовского теста — вечеринки, сыгравшей ключевую роль в вопросе распада коммуны, хроники Проказников во время пребывания их лидера в Мексике, становление идей о прекращении употребления ЛСД, арест Кизи по трем предъявленным обвинениям со стороны полиции и ФБР и финальный, прощальный хэппенинг, после которого коммуна прекратила своё существование.

## Персонажи
Из-за жанровых особенностей книги, практически каждый упомянутый в тексте человек в определённой мере является её персонажем — из-за низкой информативности и большого объёма полного списка персонажей «Электропрохладительного кислотного теста», ниже указаны только самые примечательные и значимые (с точки зрения сюжета) из них.
- Кен Кизи — американский писатель (автор романов «Пролетая над гнездом кукушки», 1962, «Порою блажь великая», 1964 и «Песнь моряка», 1992), основатель коммуны, духовный лидер и учитель её членов.
- Нил Кэссади — одна из самых примечательных фигур бит-поколения, прототип Дина Мориарти из романа Джека Керуака «В дороге». Близкий друг Кизи, был водителем автобуса «Далше».
- Кеннет Баббс (англ. Ken Babbs) — близкий друг Кизи, писатель, преемник главенства в коммуне в период её распада.
- Джерри Гарсия и оригинальный (в период с 1965 по 1967 год) состав группы Grateful Dead.
- Каролин Адамс (англ. Carolyn Adams) — известная среди Проказников как «Горянка». Любовница Кизи, мать[8] его дочери Саншайн (Sunshine). Присоединилась к коммуне летом 1964 года по прибытии «Далше» в Ла-Хонду. Впоследствии вышла замуж за Джерри Гарсиа.
- Аугустус Аузли Стэнли III (англ. Owsley Stanley) — известный также как просто «Аузли», один из крупнейших[9] подпольных производителей и продавцов ЛСД. Присоединился к коммуне в августе 1964 года.
- Хью Ромни (англ. Wavy Gravy) — активист движения хиппи.
- Ларри Макмертри — писатель, эссеист и книготорговец.
- Эд Маккланахен (англ. Ed McClanahan) — писатель, эссеист.
- Пол Фостер (англ. Paul Foster (cartoonist)) — художник, хиппи. Работал над оформлением книги Кизи «Гаражная распродажа».

Помимо вышеуказанных персонажей, также в книге фигурируют несколько известных личностей описываемого времени.
- Аллен Гинзберг — поэт, одна из самых видных фигур бит-поколения. Неоднократно присутствовал на проводимых Проказниками вечеринках, был в дружеских отношениях с Кизи.
- Тимоти Лири — учёный, совместно с Ральфом Метцнером (англ. Ralph Metzner) и Ричардом Алпертом занимавшийся исследованиями ЛСД. Был лично знаком с Кизи и некоторыми Проказниками — однако из-за расхождений во взглядах[10] по вопросу употребления и популяризации наркотика, с последними был не в лучших отношениях.
- Джек Керуак — писатель бит-поколения. Не нашёл общего языка с Кизи и не испытал восторга от знакомства с ним — в хороших отношениях с членами коммуны не был, пропагандируемые ими идеи отвергал.
- Хантер Томпсон — американский писатель и журналист. Познакомил Кизи с Ангелами Ада.

## Жанровые особенности
В подавляющем большинстве случаев читатели и критики называют «Электропрохладительный кислотный тест» романом, что является корректным по признаку содержания в книге развернутого повествования о жизни главного героя (Кена Кизи) в кризисный период его жизни (увлечение психоактивными веществами, проблемы с полицией и ФБР), однако по ряду иных (характерных для других литературных жанров) признаков книгу в равной степени можно отнести как к документальной прозе — по признаку построения сюжетной линии на основе реально происходивших событий, так и к новой журналистике на основании наличия в книге подбора фактов, оценок и комментариев участников событий, которые являлись злободневными и значительными в момент издания книги.
На официальном сайте Тома Вулфа в краткой аннотации к книге дано определение «журналистская одиссея».

## Отзывы и критика
Пропагандирующий революционные идеи в нескольких литературных жанрах, триумф Новой журналистики, «Электропрохладительный кислотный тест» практически сразу стал книгой, характеризующей Америку 1960-х годов и подняла статус Кизи до уровня контркультурного героя и ЛСД-гуру.
Книга была высоко оценена журналистом The Washington Post, окрестившим её «сияющей, озорной и нереальной» — талант же самого Вулфа был отмечен изданием Newsweek.
Известный американский писатель и радиожурналист Стадс Теркел в своей оценке книги в ходе передачи Book of the Week (англ. Book of the Week) сравнил Вулфа с Норманом Мейлером — назвав первого своим кандидатом на роль «величайшего журналиста».
В статье «В садах Запада пробил час закрытия» Елена Дьякова провела параллели между «Электропрохладительным кислотным тестом» и романом «V.» Тома Пинчона — отметив красочность работы Вулфа, чья книга «сверкала всеми красками Калифорнии и неоном ночных хайвеев, звенела бубенчиками и бисером „детей цветов“, отбрасывала в сознание резкие черные тени мексиканских бродяг, голосующих на обочинах».
«Апокрифом 60-х» книга названа в статье В. М. Шпакова «Христос из Спрингфилда» — автор отмечает несостоявшееся становление новой религии (с Кеном Кизи в качестве мессии) и проводит аналогии между автобусным путешествием по Европе субкультурной группы художников из Санкт-Петербурга, Митьков, и путешествием Весёлых проказников «Далше», описанным в «Электропрохладительном кислотном тесте» Вулфа.
В рецензии для INOUT.ru, Любовь Атаманова назвала книгу «биографией 60-х» — однако в противовес ей документальность прозы Вулфа ставится под сомнение Валерием Нугатым в статье «Сны Орегона», где «Электропрохладительный кислотный тест» назван «эпопеей в жанре истерического реализма». Помимо Нугатова, другие исследователи прозы Вулфа также отмечают, что в контексте журналистики книгу рассматривать не стоит — учитывая постоянное нахождение главных «героев» под ЛСД и относительное участие Вулфа в описываемых событиях.
Делая ссылку на процесс написания книги, некоторые авторы подчеркивают, что Вулф с Проказниками находился сравнительно небольшое количество времени, в то время как основные описанные им события представляют собой только пересказ очевидцев — что в общем смысле ставит под сомнение документальность книги в целом. В ряде работ с критикой «Электропрохладительного кислотного теста» так же отмечается не просматриваемая позиция самого автора по теме книги.
По версии Arthur L. Carter Journalism Institute при Нью-Йоркском университете, книга вошла в список 100 лучших работ по журналистике в США в XX веке. В пользовательском рейтинге сайта amazon.com книга имеет примерно 4,2 звезды из 5 возможных.

## Экранизация
Премьера экранизации была запланирована на 2013 год. Режиссёр-постановщик — известный провокационным для России «Харви Милком» Гас Ван Сент, сценарист — Дастин Лэнс Блэк, также работавший над вышеупомянутым фильмом. На главную роль — Кена Кизи, по первоначальному плану режиссёра предполагалось пригласить Хита Леджера, но из-за трагической смерти актёра вопрос остаётся открытым. По словам самого Ван Сента, роль Кизи, возможно, сыграет Джек Блэк или Вуди Харрельсон.

## Издания
Первое американское издание:
- Tom Wolfe. The Electric Kool-Aid Acid Test. — US: Farrar, Straus and Giroux, 1968. — 434 с. — ISBN 978-0553380644.

Следующим образом выход книги прокомментировал сам Кен Кизи:

Ну что ж, по большому счету он [Т. Вулф] уловил всё правильно, кроме тех мест, где пытался казаться приличным.
Оригинальный текст (англ.)Well, he got most of it right, except when he tried to be nice.

Книга неоднократно переиздавалась в 1969, 1971, 1977, 1982, 1987, 1993, 1996, 1999 и 2008 году издательствами
Littlehampton Book Services Ltd., Bantam Doubleday Dell Publishing Group, Farrar, Straus and Giroux, Yenny, Transworld publishers, Bt Bound, Picador.
Аудиокнига была выпущена в 1992 году на кассете издательством Books on Tape, Inc. Текст читает Michael Prichard.
Издания на русском языке:
- Том Вулф. Электропрохладительный кислотный тест. — СПб.: Азбука, 1996. — 512 с. — (Библиотека журнала «Иностранная литература»). — 10 000 экз. — ISBN 5-7684-0067-2.
- Том Вулф. Электропрохладительный кислотный тест. — СПб.: Амфора, 2000. — 480 с. — (Новая коллекция). — 6000 экз. — ISBN 5-8301-0158-0.
- Том Вулф. Электропрохладительный кислотный тест. — СПб.: Амфора, 2004. — 550 с. — (Amphora/Redfish). — 5000 экз. — ISBN 5-94278-409-7.
- Том Вулф. Электропрохладительный кислотный тест. — СПб.: Амфора, 2006. — 422 с. — (Амфора-классика). — 5000 экз. — ISBN 5-367-00213-7.

В ряде информационных источников указывалось, что «Электропрохладительный кислотный тест» входит в составленный Госнаркоконтролем список произведений, запрещенных в библиотеках России, как пропагандирующих наркоманию, однако представитель ФСКН Николай Карташов опроверг само существование подобного списка.